# Stazione di Parigi Nord
La stazione di Parigi Nord (in francese: gare du Nord)  è una delle principali stazioni ferroviarie di Parigi. È una delle sette più grandi stazioni parigine capolinea di uno dei rami della rete SNCF. È situata in rue de Dunkerque, nel X arrondissement, ed è vicina alla Gare de l'Est. È anche sede di numerose interconnessioni possibili con i trasporti urbani (métro e RER).
Con 222 milioni di viaggiatori l'anno, è la prima stazione ferroviaria per traffico passeggeri d'Europa.

## Storia
La prima gare du Nord fu costruita dagli ingegneri dei Ponts et Chaussées, fra cui Léonce Reynaud (professore all'École polytechnique), per conto della Compagnie des chemins de fer du Nord. Fu inaugurata il 14 giugno 1846, lo stesso anno dell'inaugurazione della linea Parigi-Amiens-Lilla.
Troppo piccola, fu demolita in parte nel 1860 per essere, successivamente, ampliata.
Il barone James di Rotschild scelse l'architetto francese Jakob Ignaz Hittorff. La costruzione si protese da maggio 1861 a dicembre 1865, ma la nuova stazione fu messa in servizio nel 1864.
La facciata si presenta organizzata intorno ad un arco di trionfo ed è caratterizzata da dei grossi blocchi di pietra. È ornata da 23 statue che rappresentano le città collegate dalla compagnia. Le statue più maestose illustrano le destinazioni internazionali più importanti (Parigi stessa, Londra, Berlino, Varsavia, Amsterdam, Vienna, Bruxelles); le statue più modeste rappresentano invece le destinazioni nazionali.
L'edificio è stato costruito a forma di U, come è sovente il caso per le stazioni capolinea.
Come altre stazioni parigine, la gare du Nord divenne rapidamente troppo piccola per un traffico passeggeri in aumento costante. Nel 1884, gli ingegneri riuscirono ad inserire 5 binari supplementari. Nel 1889, l'interno della stazione fu interamente ammodernato. Fu anche estesa sul lato est per accogliere le linee regionali e di periferia. Altre estensioni ebbero luogo negli anni 1930 e negli anni 1960.
Dal 1906 e dal 1908, la stazione è collegata con il resto della capitale grazie alla metropolitana: la linea 4 che attraversa Parigi da nord a sud, e il capolinea della linea 5 che passa vicino alla stazione di Parigi Lione. Negli anni 1930, la linea 5 fu estesa a nord della capitale, verso Pantin e la periferia.

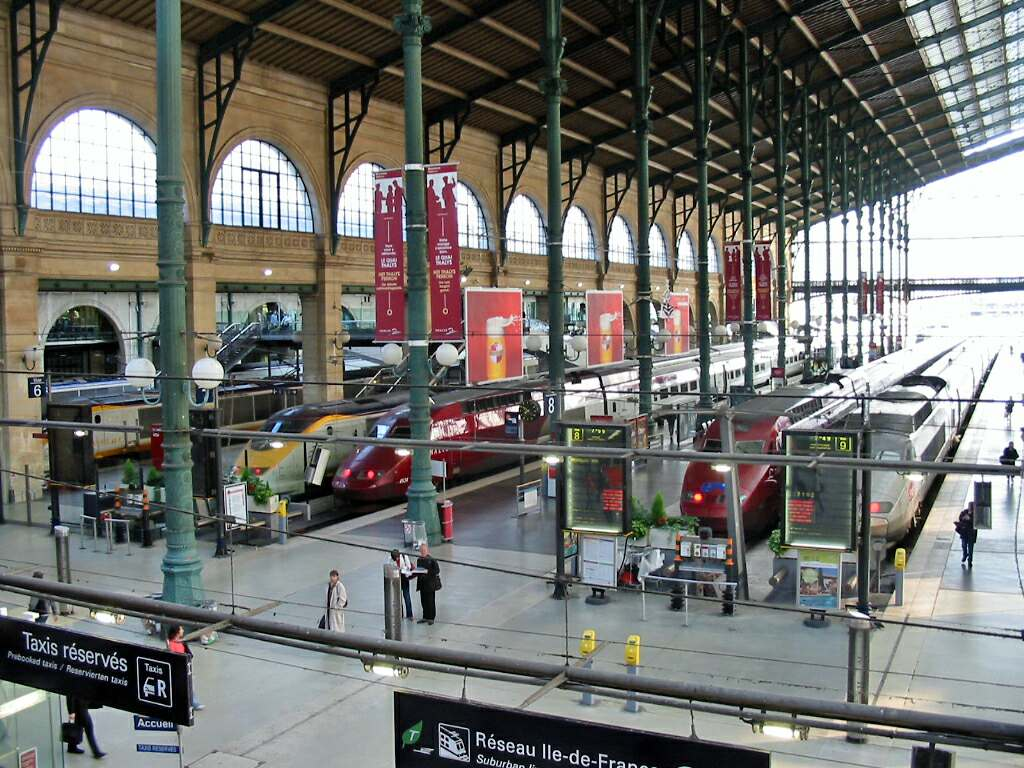
Hall Grandes lignes

Infine, nel 1994, l'arrivo dei treni Eurostar rese indispensabile la riorganizzazione dei binari. Ecco come:
- binari 1 e 2: binari di servizio, non accessibili ai viaggiatori;
- binari 3 a 6: terminal Eurostar verso Londra via l'Eurotunnel;
- binari 7 e 8: binari Thalys verso il Belgio, i Paesi Bassi e il nord della Germania;
- binari 9 a 18: TGV Nord, treni Grandes lignes, alcuni TER Picardie;
- binari 19 a 21: TER Picardie;
- binari 30 a 36: linee verso la periferia;
- binari 41 a 44 (sottoterra): stazione del RER - Gare du Nord.

Il 27 marzo 2007, la stazione di Parigi Nord è stata teatro di scontri violenti con la polizia, generati da un banale controllo di biglietti. Secondo i rivoltosi, la colpa fu della RATP e della polizia che arrestarono con la forza un passeggero trovato senza biglietto valido. La RATP e la polizia, invece, sostennero di essersi soltanto difesi. In ogni caso, vi furono incidenti e danni alle strutture della stazione; questa esplosione di violenza, a un mese dalle elezioni presidenziali del 2007, rilanciò nella campagna elettorale il tema dell'insicurezza, che fu uno dei cavalli di battaglia di Nicolas Sarkozy).
Progetti : un corridoio pedonale sotterraneo per facilitare i movimenti dei passeggeri fra la gare du Nord e la gare de l'Est (le due stazioni distano poco più di 500 m). Questo progetto dovrebbe essere completato allo stesso tempo dell'arrivo del TGV Est nella stazione di Parigi Est, nel giugno 2007.

## Collegamenti ferroviari

### Internazionali
- Eurostar: Londra
- Thalys: Bruxelles - Amsterdam - Colonia

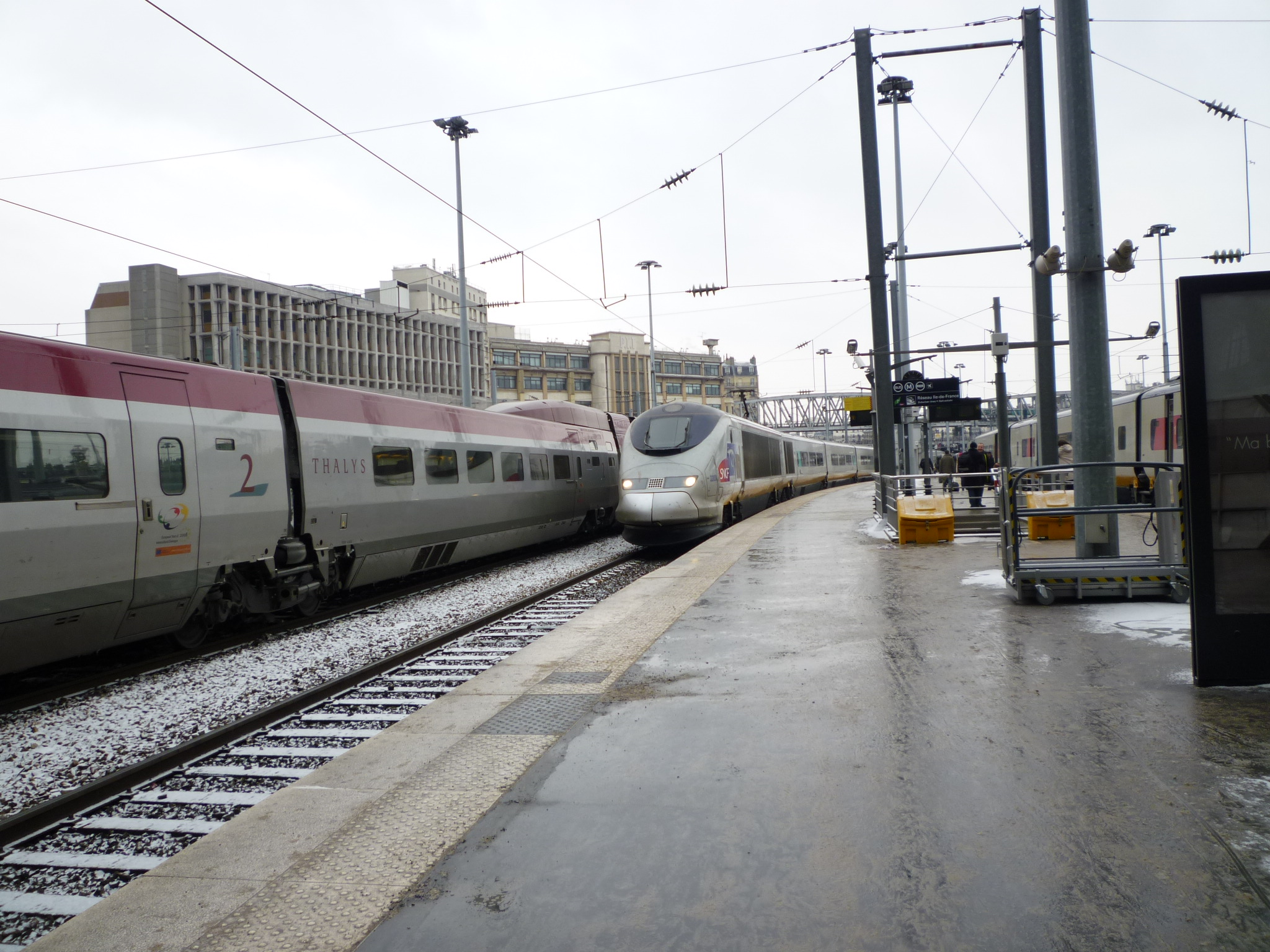
Tgv TMST in arrivo alla gare du nord

### Nazionali
- SNCF TGV: Lilla, Arras, Dunkerque, Calais e tutte le grandi città del nord;
- SNCF Corail e TER: treni verso la Piccardia (Amiens) e il Nord-Passo di Calais (Boulogne-sur-Mer);
- SNCF Transilien: treni verso la Senna-Saint-Denis, il Val-d'Oise e l'Oise;
- RER: i binari delle linee B (blu) e D (verde) sono situati nel sottosuolo:
  - la linea B collega l'aeroporto di Parigi Charles de Gaulle e quello di Orly grazie a una corrispondenza alla stazione Antony con Orlyval
  - la linea D assicura un tragitto rapido fra la stazione di Parigi Nord e la stazione di Parigi Lione
  - la linea E permette il collegamento, in modo molto rapido e pratico, con la stazione di Parigi Saint-Lazare. Partenza dalla stazione RER - Magenta.

## Interscambi
- Fermata metropolitana (Gare du Nord, linee 4 e 5)
- RER: linee B e D
- Bus RATP e Noctilien

A partire dagli anni 1990, un tunnel sotterraneo permette anche gli spostamenti fra la stazione RER-Gare du Nord alla stazione della metropolitana La Chapelle (linea 2).

### RER B-D / RER E
La stazione RER-Gare du Nord (linee B e D) è direttamente collegata mediante un tunnel sotterraneo con quella di Magenta (linea E).